# Alexandru Muraru
Iulian-Alexandru Muraru (n. 20 mai 1982, Iași, România) este un politician, politolog și istoric, specializat în problematica memoriei, istoriei Holocaustului și comunismului, istoriei ideilor, mentalităților și istoriei intelectuale românești din secolele XX-XXI.